# 北海道道538号旭名寄線
北海道道538号旭名寄線（ほっかいどうどう538ごう あさひなよろせん）は、北海道名寄市内を結ぶ一般道道（北海道道）である。

## 概要

### 路線データ
- 起点：北海道名寄市風連町字旭（北海道道206号下川風連線・北海道道537号旭士別線交点）
- 終点：北海道名寄市東6条南9丁目（国道239号交点）
- 路線延長：9.3 km

## 歴史
- 1966年（昭和41年）3月31日 - 路線認定[1]。
- 1977年（昭和52年）11月22日 - 宗谷本線を跨ぐ公園通り跨線橋が開通[2][3]。

## 地理

### 通過する自治体
- 上川総合振興局
  - 名寄市

### 交差する道路
名寄市
- 北海道道206号下川風連線 - 風連町字旭（起点）
- 北海道道537号旭士別線 - 風連町字旭（起点）
- 北海道道758号パンケ風連線 - 風連町字東風連
- 北海道道540号名寄停車場線 - 大通南
- 国道239号 - 東6条南9丁目（終点）

### 沿線にある施設など
名寄市
- 風連旭簡易郵便局 - 風連町字旭
- JR北海道 宗谷本線 名寄高校駅 - 字徳田
- 北海道名寄高等学校 - 字徳田
- 名寄市北国博物館 - 字緑丘
- 名寄市営球場 - 字緑丘
- 名寄公園 - 字緑丘
- 北海道名寄農業高等学校 - 字緑丘